# 天主教古斯曼城教區
天主教古斯曼城教區（拉丁語：Dioecesis Guzmanopolitana）是墨西哥一個羅馬天主教教區，屬瓜達拉哈拉總教區。
教區成立於1972年3月25日，位於哈利斯科州東南部。2006年有教友416,170人（佔轄區總人口94.1%）、五十二個堂區、113名司鐸。現任教區主教為布勞略·拉斐爾·萊昂·比列加斯。